# Vargem Grande do Rio Pardo
Vargem Grande do Rio Pardo – miasto i gmina w Brazylii, w stanie Minas Gerais.